# St. Pölten (Weilheim in Oberbayern)

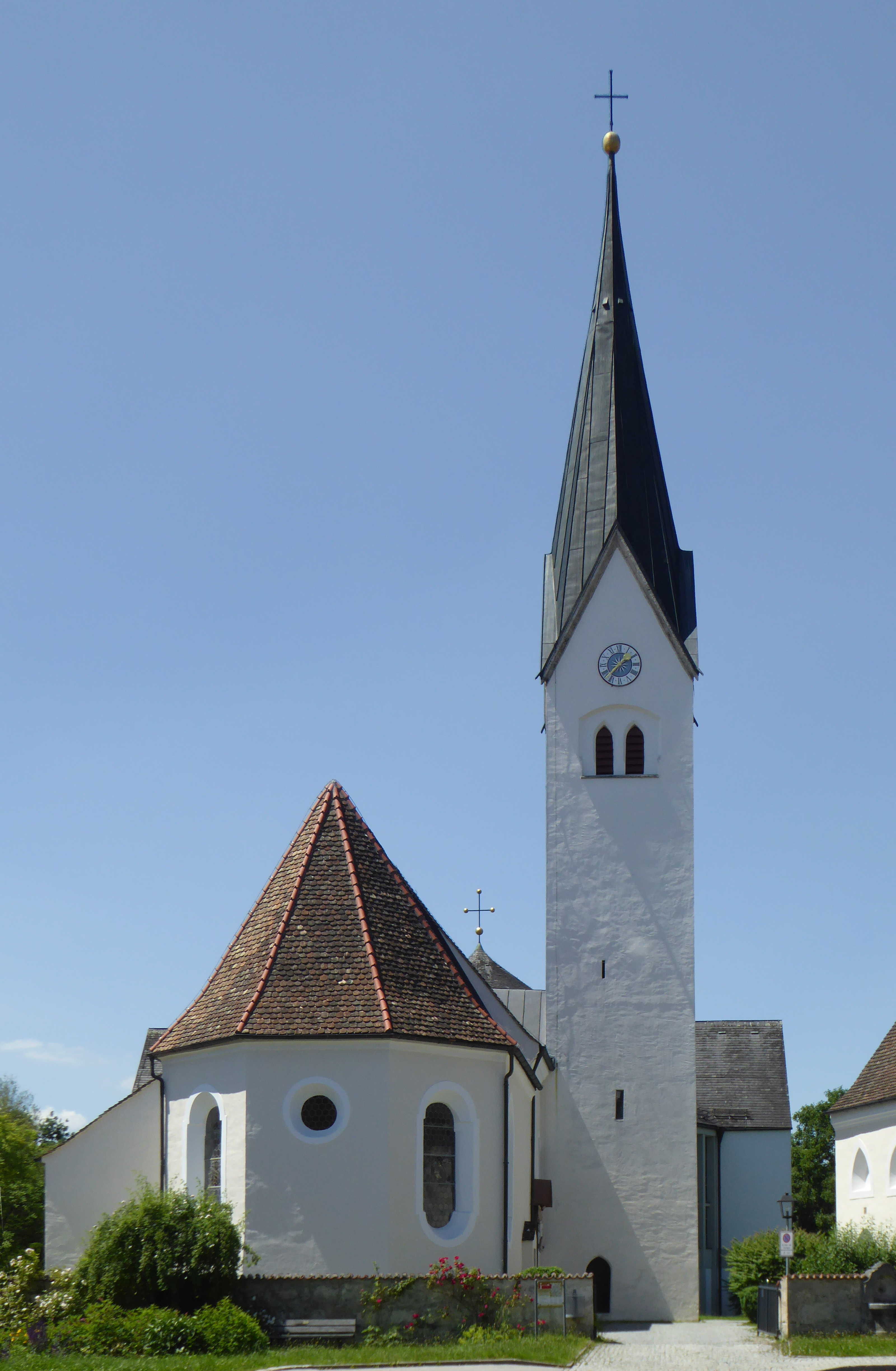
St. Hippolyt (alte Kirche) von Osten

Die römisch-katholische Stadtpfarrkirche St. Hippolyt – meist St. Pölten genannt – steht in der Kreisstadt Weilheim in Oberbayern. Das denkmalgeschützte Gotteshaus gehört zum Dekanat Weilheim-Schongau im Bistum Augsburg. Die Adresse lautet Unterer Graben 48.

## Geschichte

### Vorgeschichte
Der Ursprung der Kirche St. Hippolyt reicht bis ins frühe 8. Jahrhundert zurück, dies zeigte der Fund von Merowinger-Gräbern dieser Zeit 1996 im Zuge der Kirchenrenovierung. Die Wahl des hl. Hippolyt als Kirchenpatron hängt wohl damit zusammen, dass in der zweiten Hälfte des 8. Jahrhunderts Reliquien des Heiligen von Rom aus über Saint-Denis und Tegernsee ins niederösterreichische St. Pölten überführt wurden. Auf dem Weg dorthin wurde der hl. Hippolyt auch im Pfaffenwinkel bekannt.

### Alte Kirche

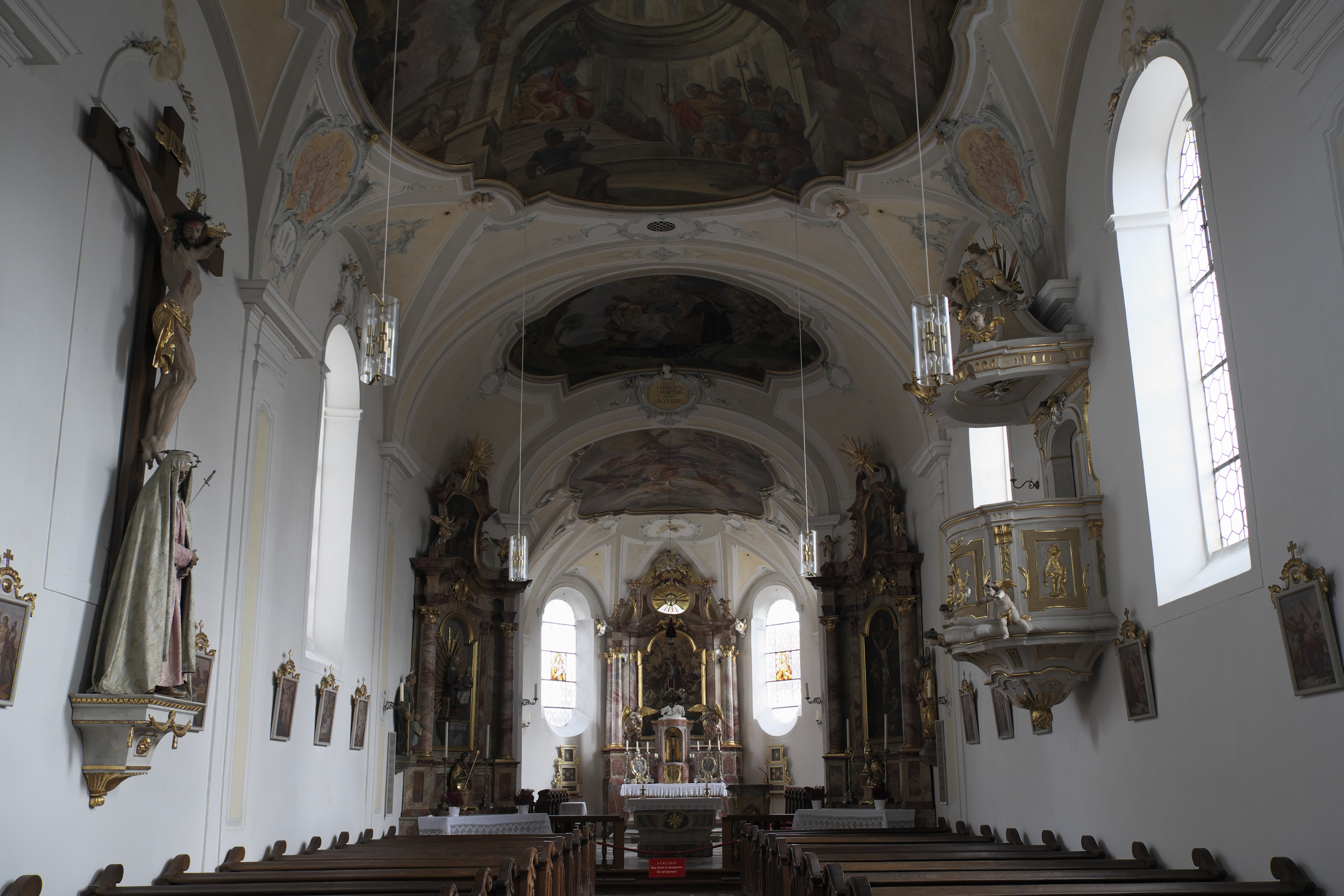
Innenansicht der alten Kirche

Teile des Chores, des Langhauses und des Turms der alten Kirche sind romanisch. Die ehemalige St.-Anna-Kapelle und die Sakristei sowie der östliche Teil des Altarraums sind spätgotisch.
Im Jahr 1587 erfolgte eine erste Ausbesserung und vermutlich auch Erhöhung des Kirchturms. Bis 1782 waren die Wände reich bemalt und die flache getäfelte Holzdecke im Kirchenschiff zeigte in ihren Feldern u. a. etwa 100 Wappen. Als Schöpfer dieser Malereien wird Elias Greuter der Ältere vermutet.
1782 wurde die Kirche unter Leitung des Wessobrunners Franz Joseph Baader barockisiert. Dabei wurde die St.-Anna-Kapelle der Sakristei zugeschlagen und der Zugang vom Kirchenschiff zugemauert. Der Eingang wurde von der Westseite wegverlegt und auf der Nord- und Südseite jeweils ein neuer Zugang mit Vorzeichen geschaffen. Die Holzdecke wurde durch ein Tonnengewölbe ersetzt.
Im Jahr 1793 ersetzte man den gotische Spitzhelm des Turms mit einem Zwiebeldach. 1844 wurde der Turm erhöht, die romanischen Schallöffnungen verschlossen und darüber neugotische erstellt. Die Zwiebelkuppel wurde wieder entfernt und durch ein Pyramidendach über vier Giebeln ersetzt, das man 1968 auf sein heutiges Aussehen umbaute.
Von 1995 bis 1998 wurde die Kirche trockengelegt und renoviert. Im Jahr 2007 erfolgte die Restaurierung des Hochaltars.

### Neue Kirche

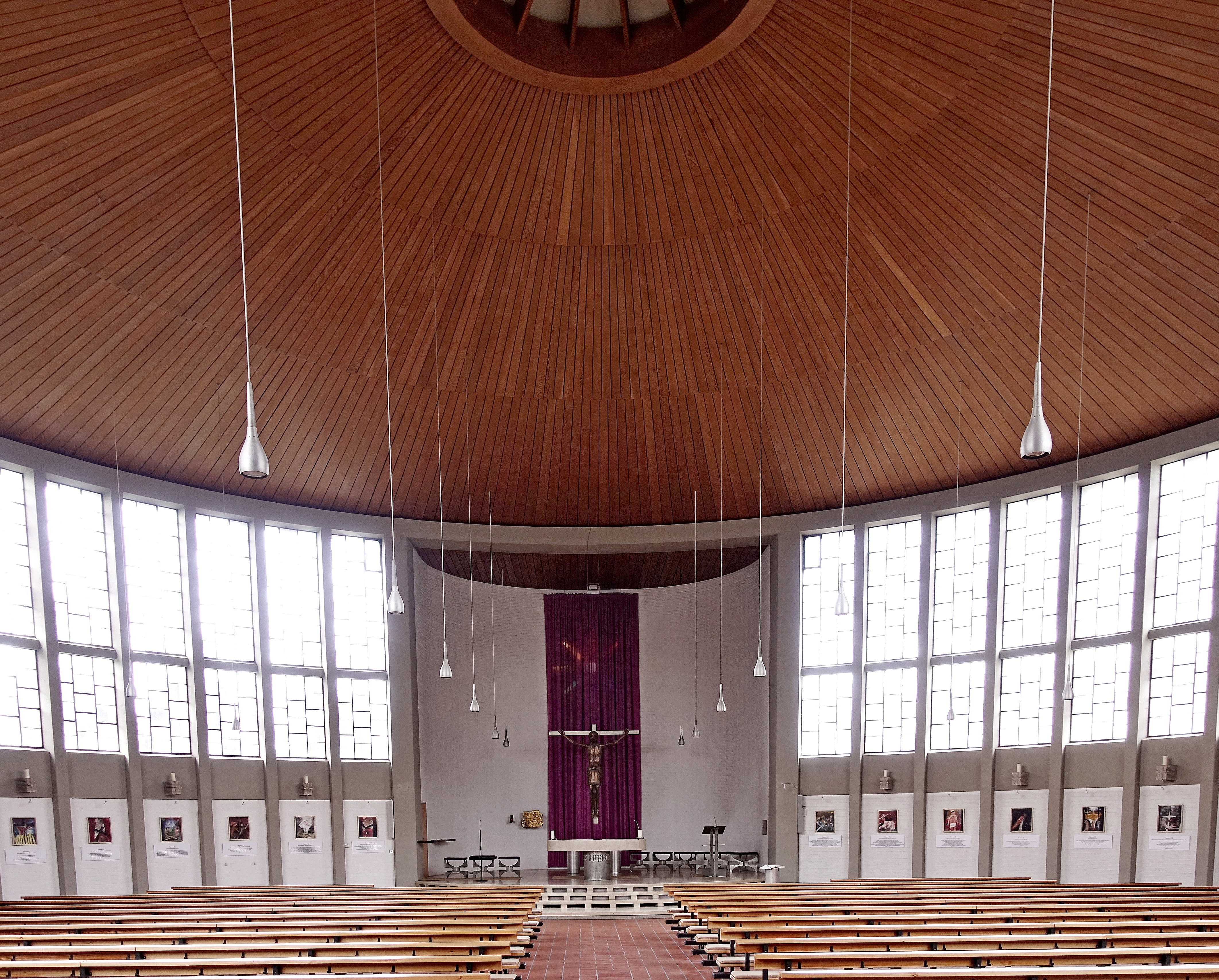
Innenansicht der neuen Kirche

Durch einen großen Anstieg der Einwohnerzahl Weilheims nach dem Zweiten Weltkrieg wurde die Erweiterung der Kirche notwendig. Aus Kostengründen beschloss man, auf dem vorhandenen Grundstück einen Neubau zu erstellen, der aus Platzgründen direkt an die alte Kirche angeschlossen wurde. Dabei musste auf Vorgaben des Denkmalschutzes geachtet werden, der eine unveränderte Ansicht von Osten wünschte, und auf städtebauliche Vorstellungen, da das Gelände von Westen und Süden frei einsehbar ist und die Baugruppe sorgfältig aufeinander abgestimmt sein sollte. Am 29. September 1968 wurde der Bau des Architekten Hans Strobel eingeweiht.

## Beschreibung und Ausstattung

### Alte Kirche
Die alte Kirche ist eine langgestreckte Saalkirche mit polygonalem Chorschluss. An der Südseite schließt sich die Sakristei mit einer ehemaligen Kapelle an, nördlich befindet sich der Spitzhelmturm.

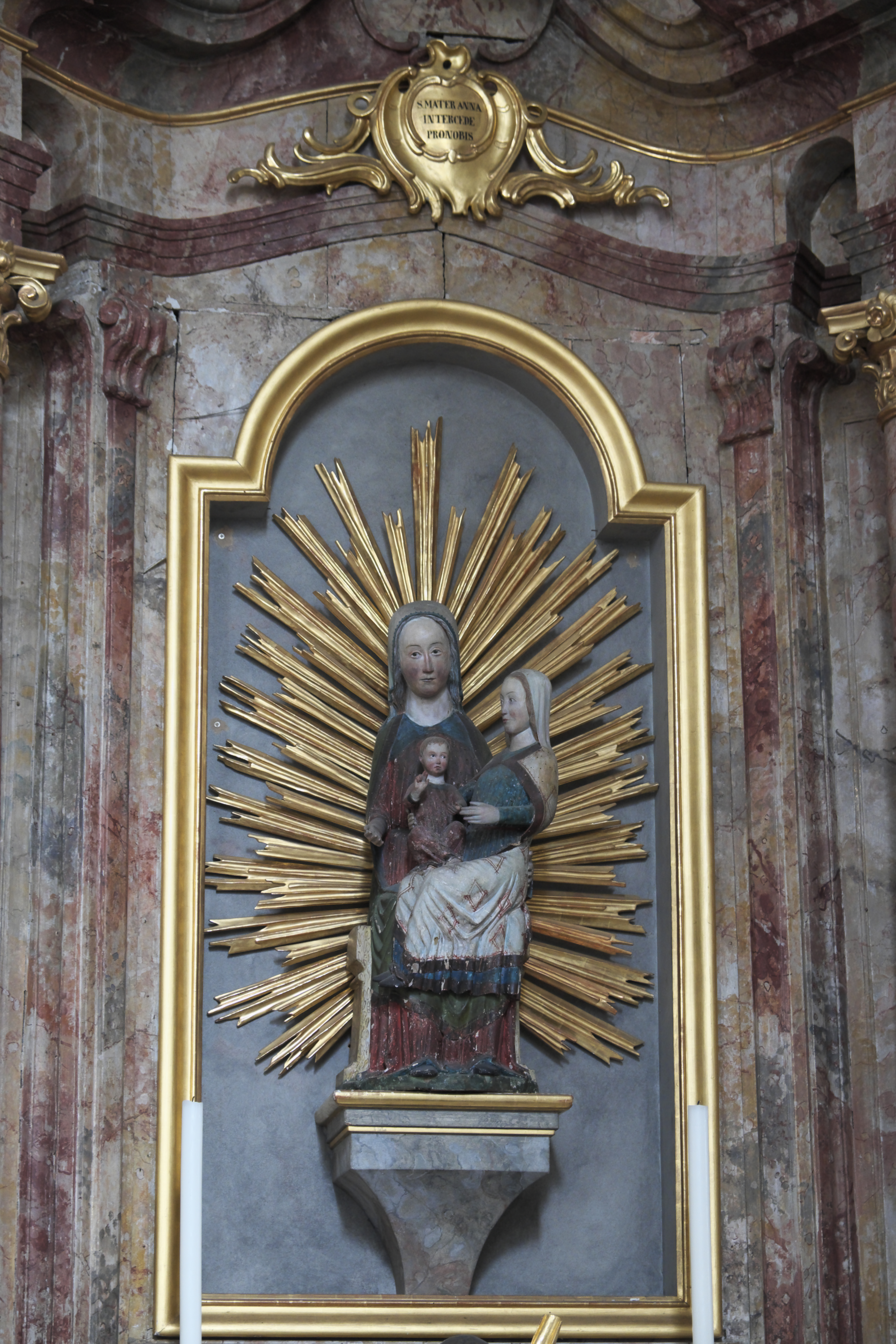
Anna selbdritt

In der alten Kirche befindet sich eine Figur der Anna selbdritt aus dem ersten Viertel des 13. Jahrhunderts, ein Votivbild Elias Greuters des Älteren von 1614 sowie eine Figur des hl. Franziskus’ von Franz Xaver Schmädl um 1760.
Die Kanzel ist weiß und golden gefasst und mit Darstellungen einer Heilig-Geist-Taube, der Zehn Gebote sowie der theologischen Tugenden geziert.
Den Hochaltar schuf Tassilo Zöpf im 18. Jahrhundert aus rotem Stuckmarmor.
Die Fresken, gemalt 1782 von Johann Sebastian Troger, zeigen Szenen aus dem Leben des Kirchenpatrons:

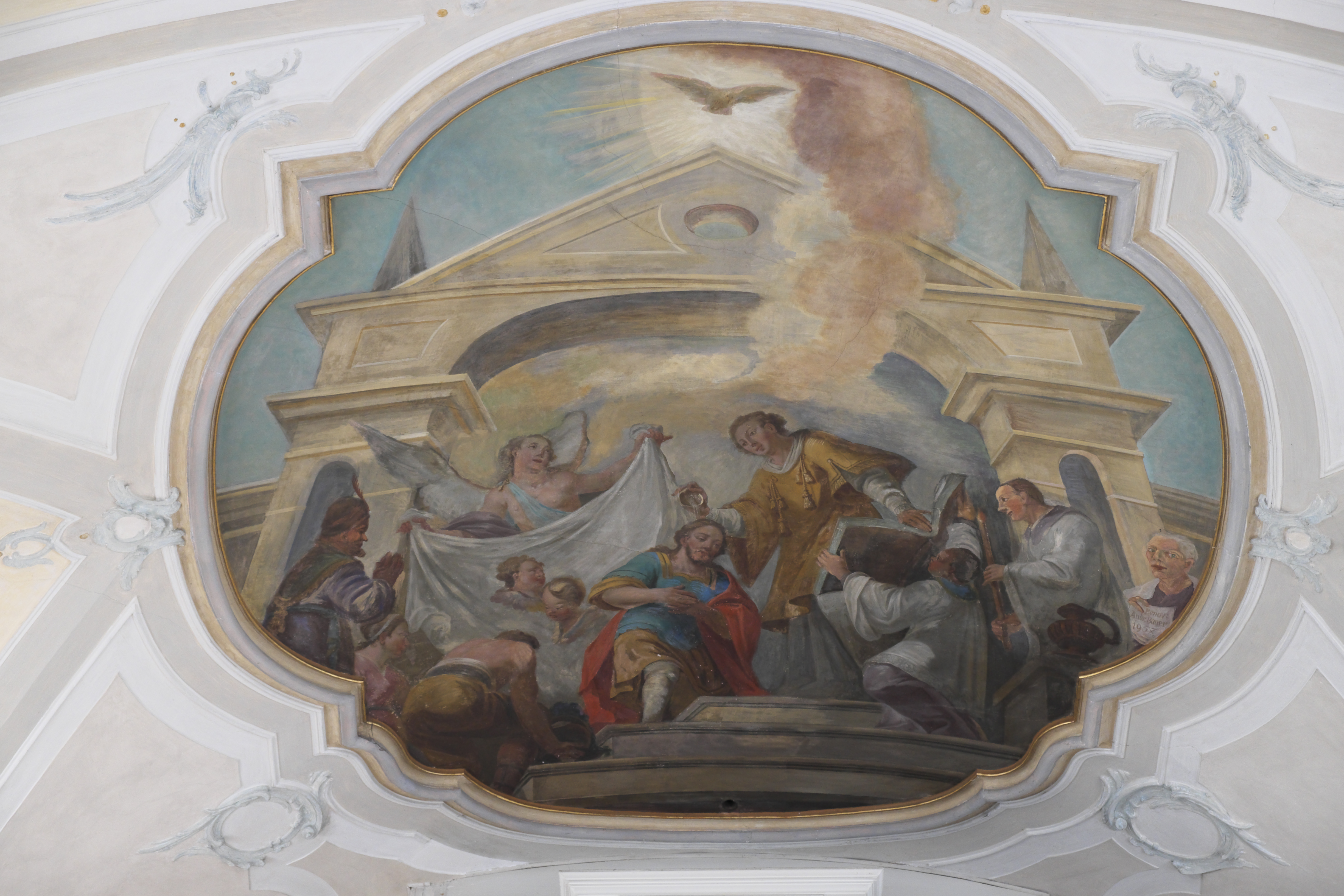
Taufe des hl. Hippolyt
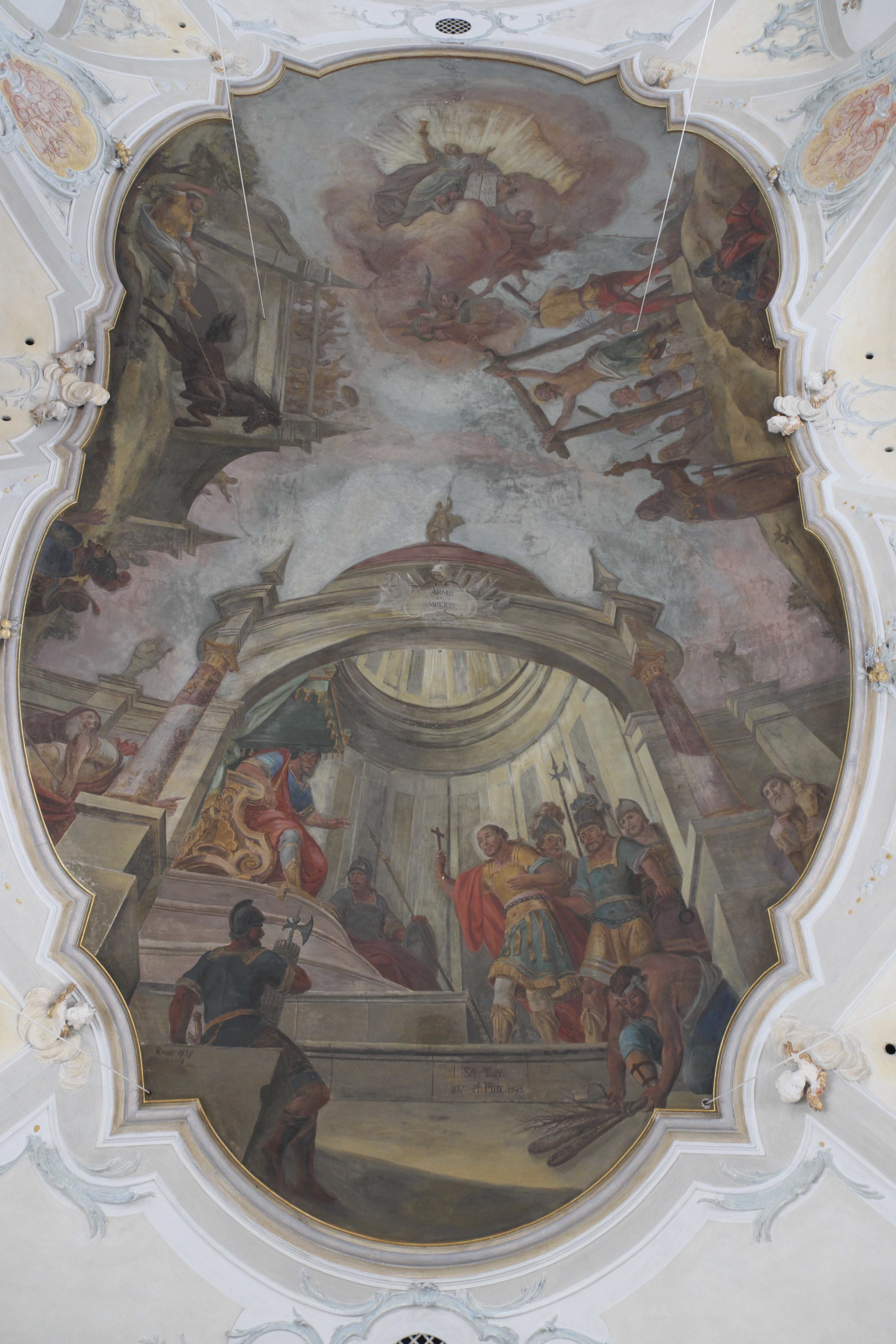
Martyrium des hl. Hippolyt
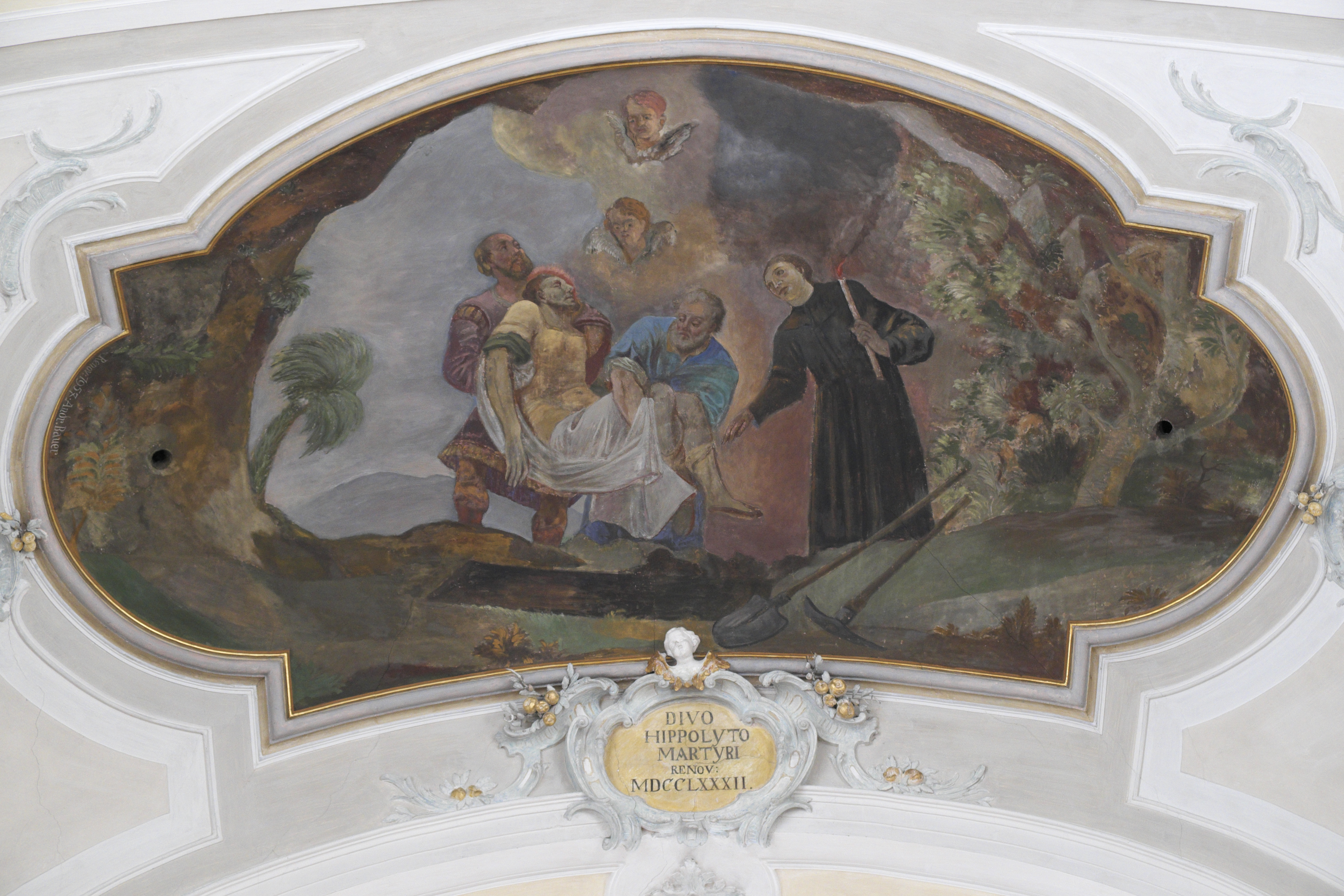
Grablegung des hl. Hippolyt
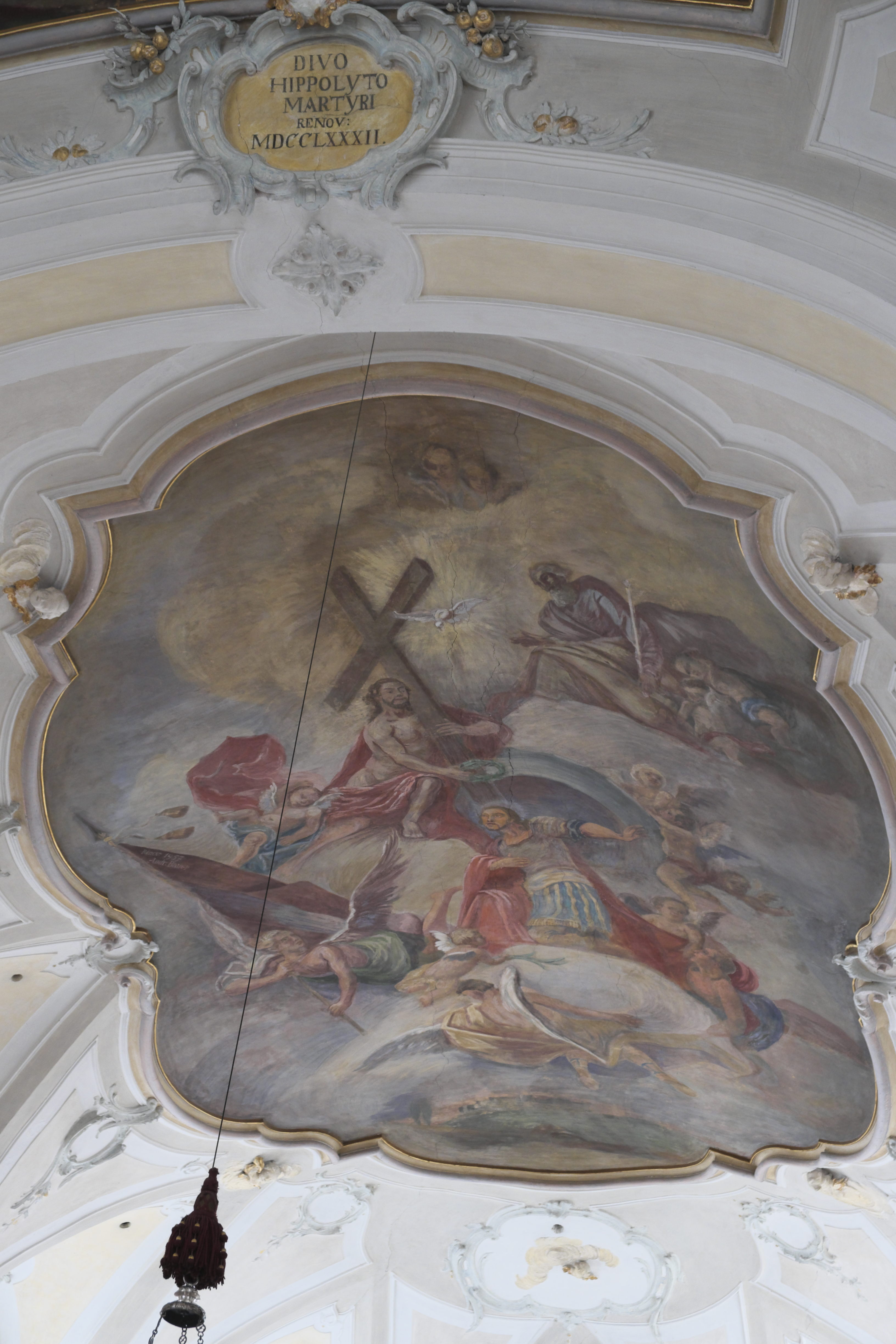
Glorie des hl. Hippolyt

#### Orgel
Der Augsburger Orgelbauer Heinrich Koulen baute nach 1900 in St. Pölten eine neue Orgel mit 13 Registern auf zwei Manualen und Pedal. Das Instrument wurde 1998 durch Jean Paul Edouard aus Huglfing restauriert und weist folgende Disposition auf:
| I Hauptwerk   |       |
| Prinzipal     | 8′    |
| Harmonieflöte | 8′    |
| Salizional    | 8′    |
| Oktave        | 4′    |
| Mixtur        | 2 ⁄3′ |

| II Schwellwerk |    |
| Gedackt        | 8′ |
| Quintatön      | 8′ |
| Gambe          | 8′ |
| Vox celestis   | 8′ |
| Traversflöte   | 4′ |

| Pedal        |     |
| Subbaß       | 16′ |
| Stillgedackt | 16′ |
| Oktavbaß     | 8′  |

- Koppeln: II/I, I/P, II/P, Superoktav II/I, Suboktav II/I
- Spielhilfe: Registerschweller

### Neue Kirche

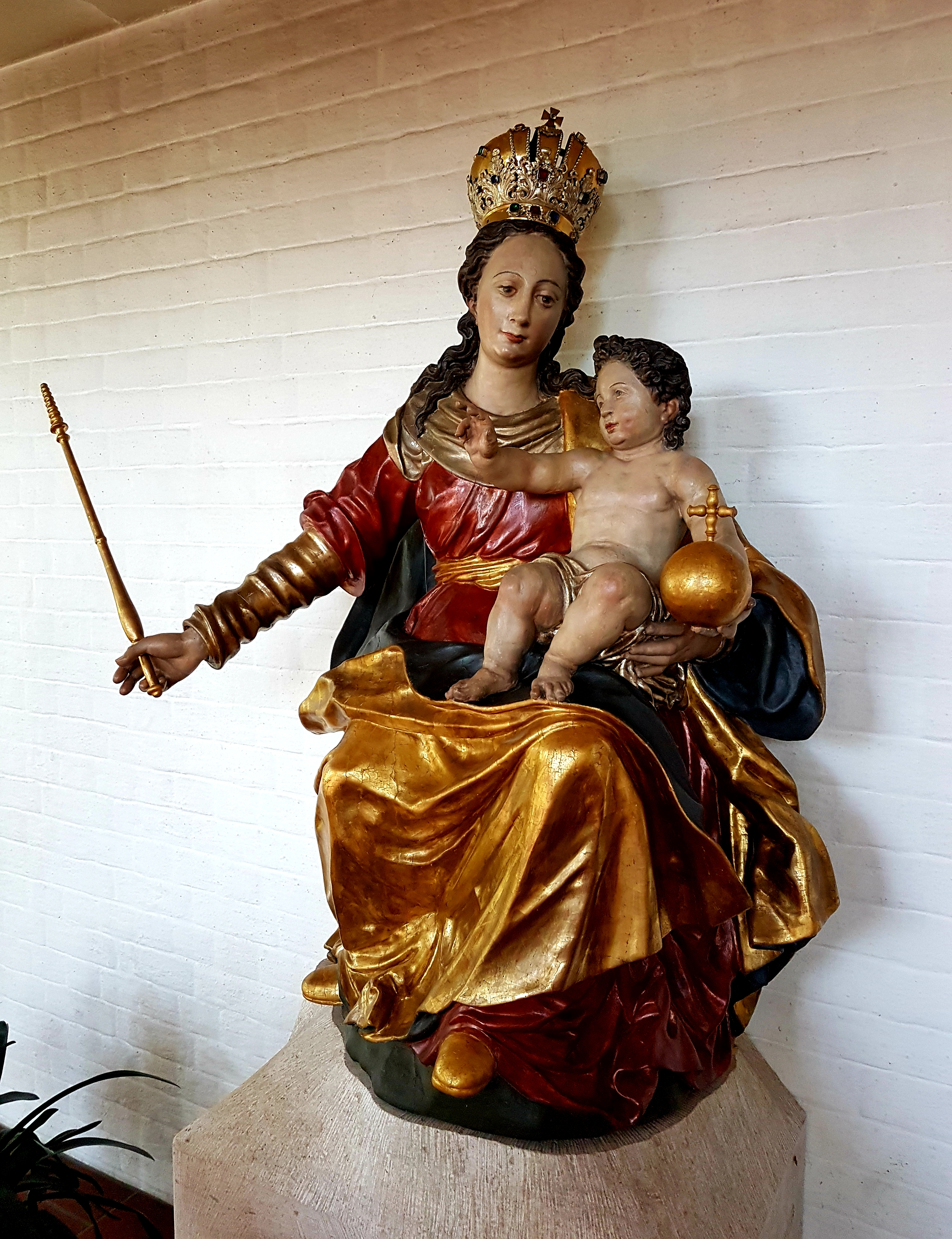
Madonna von Christoph Angermair in einem seitlichen Nischenraum

Die Forderungen nach 400 neuen Sitzplätzen und dem unveränderten Weiterbestand der alten Kirche wurden erfüllt durch die Verlängerung der Kirchenachse nach Westen. Aus Gründen der Proportion war eine Verlängerung in Form des Querschnitts der alten Kirche nicht möglich. Der Architekt Hans Strobel wählte als architektonischen Gegensatz zum Altbau eine kreisrunde Grundform mit 25 Metern Durchmesser, um aber auch Elemente der Altkirche aufzugreifen, wurde Trauf- und Firsthöhe übernommen. Ebenso setzte er Vorbauten von alter Giebelbreite in den Norden, Süden und Westen, wodurch der neue runde Kirchenraum eine Art Vierung bildet. In den Vorbauten ist im Westen der Altarraum apsidenartig ausgeformt, im Norden und Süden sind Windfänge, Emporen, Treppen und Kamine untergebracht. Zwischen dem südlichen und dem westlichen Vorbau wurde zudem in Form eines Viertelkreisbogens die Sakristei erbaut.
Der Rundbau besitzt ein Kegeldach, das von 24 Betonpfeilern mit 20 cm Breite und 9 m Höhe getragen wird. Zwischen den Pfeilern befinden sich oberhalb eines horizontalen Stahlbetongürtels Fenstergruppen, die sich aus Vierkant-Stahlrohren und Echt-Antikglas verschiedener Grautöne zusammensetzen. Die ausgefachte Stahlbetonkonstruktion ist unbehandelt sichtbar. Als Baumaterial wurde für den Stahlbeton erstmals in Bayern statt Kies Blähton verwendet.
Die Decke besteht aus konisch in Ringen zusammengestellten astfreien Douglasienbrettern.
Der Altarraum wird sowohl nach innen als auch nach außen durch ein Radfenster betont. Den Altar, Ambo, Priestersessel, Apostelleuchter und Weihwasserkessel schuf der Münchner Bildhauer Koller. Das gestiftete Kreuz auf der Ostseite fertigte der Söckinger Kunst- und Kirchenmalers Peltzer.
Die Orgeln fertigte Guido Nenninger aus München an.
Aus der alten Kirche übernommen wurde eine Madonna mit Kind, 1622 von Christof Angermair geschnitzt.

### Glocken
Bis 1793 besaß die Kirche St. Pölten drei Glocken: zwei völlig unverzierte und eine 1725 in München gegossene, die Darstellungen des Pollinger Kreuzes sowie der Heiligen Anna und Agatha trug. Ihre Inschrift lautete: „Beim heiligen Kreuzzeichen weicht ihr feindlichen Kräfte“. Im August 1793 wurde der Turmhelm mitsamt den Glocken durch Blitzschlag zerstört.
Im Folgejahr beschaffte die Pfarrei als Ersatz eine schmucklose Glocke selbst, eine weitere etwa 300 kg schwere wurde ihr vom Pollinger Propst Franz Töpsl überlassen, dessen Chorherrenstift die Pfarrei seinerzeit inkorporiert war. Letztere Glocke war 1586 gegossen worden und trug die Inschrift „DER · ERWIRDIGE · IN · GOTT ·IACOBVS · SCHWARZ · PROBST · ZV · BOLINGEN · LVS · MICH · GIESSEN · IM · IAR · M · D· LXXXVI“. Erst 35 Jahre später, 1829, erhielt St. Pölten wieder eine dritte Glocke mit der Aufschrift „MICH · GOSS · WOLFGANG · HVBINGER · IN · MÜNCHEN · ANNO · 1829. / PFARRER WAR DAMALS JOHANN ROTHMÜLLER“.
Als 1876 eine der Glocken zersprang, beschloss man ein neues vierstimmiges Geläut beim Weilheimer Glockengießer Erasmus Kennerknecht in Auftrag zu geben. Im Neuguss wurde das Metall der alten Glocken wiederverwendet. Das neue Geläut wurde am 29. Mai 1877 geweiht, es tat bis 1917 seinen Dienst. Dann mussten die drei kleinsten Glocken abgegeben werden und wurden eingeschmolzen. Als Ersatz überließ die Stadt Weilheim der Pfarrei St. Pölten wenig später die „Steuerglocke“ aus dem Rathaustürmchen.
| Nr. | Name            | Schlagton | Gewicht (ca. in kg) | Verzierung und Inschrift |
| --- | --------------- | --------- | ------------------- | --- |
| 1   | Hl. Hippolyt    | f1        | 693                 | Kruzifix, Hl. Maria, Hl. Hippolyt ZUM UMGUSS / DIESER GLOCKEN / GABEN GROESSERE / BEITRAEGE / C. & K. DIALER AG. HOECK / K. ZIMMERMANN, / A. SCHOETTL |
| 2   | Hl. Maria       | a1        | 356                 | Hl. Maria, weitere Heilige Ave Maria, mater gratiae, ora pro nobis. Gegossen von Erasmus Kennerknecht in Weilheim. 1877                               |
| 3   | Hl. Mutter Anna | c2        | 201                 | Hl. Joseph, Jesuskind GEGOSSEN VON ERASMUS KENNERKNECHT IN WEILHEIM 1877                                                                              |
| 4   | Hl. Agatha      | f2        | 99                  | Hl. Johannes Nepomuk GEGOSSEN V. E. KENNERKNECHT IN WEILHEIM 1877                                                                                     |

Nach dem Ersten Weltkrieg goss der Weilheimer Hans Kennerknecht (Sohn von Erasmus) 1923 drei neue Glocken zur Ergänzung der verbliebenen großen. 1942 wurden die drei größten wiederum eingezogen.
| Nr. | Name         | Schlagton | Gewicht (ca. in kg) | Verzierung und Inschrift |
| --- | ------------ | --------- | ------------------- | --- |
| 1   | Hl. Hippolyt | f1        | 693                 | Kruzifix, Hl. Maria, Hl. Hippolyt ZUM UMGUSS / DIESER GLOCKEN / GABEN GROESSERE / BEITRAEGE / C. & K. DIALER AG. HOECK / K. ZIMMERMANN, / A. SCHOETTL |
| 2   | Hl. Joseph   | a1        | 350                 | Hl. Joseph |
| 3   | Hl. Georg    | c2        | 225                 | Hl. Georg |
| 4   | Hl. Michael  | f2        | 150                 | Hl. Michael |

Nach dem Zweiten Weltkrieg dauerte es bis 1953, bis St. Pölten neue Glocken erhielt. Ursprünglich gab man sie beim Bochumer Verein in Auftrag, entschied sich dann jedoch für die Landshuter Glockengießerei Johann Hahn. Die verbliebene Glocke von 1923 wurde dabei umgegossen. Die Glockenweihe erfolgte am 13. September 1953 durch Dekan Philipp Rau von Polling.
| Nr. | Name                 | Schlagton | Gewicht (ca. in kg) | Verzierung und Inschrift |
| --- | -------------------- | --------- | ------------------- | --- |
| 1   | Hl. Hippolyt         | f1        | 700                 | Hl. Hippolyt HL. HIPPOLYTUS, IN DEM STREITE DIESER ERDE SEI DU UNSER SCHUTZPATRON ! FÜR DEN HIRTEN UND DIE HERDE BITTE STETS AN GOTTES THRON!                   |
| 2   | Heiligstes Herz Jesu | a1        | 350                 | Heiligstes Herz Jesu IN UNSEREN SEELISCHEN NÖTEN SEI DU, UNBEFLECKTES HERZ MARIÄ, UNSERE HILFE!                                                                 |
| 3   | Hl. Mutter Anna      | c2        | 220                 | Hl. Mutter Anna MUTTER ANNA, STEH UNS BEI IN ALLER LEIBESNOT UND SEGNE AUCH DIE FELDER FÜR UNSER TÄGLICH BROT! GESTIFTET VON FAMILIE KRIESMAIR, SCHÜTZENSTRASSE |
| 4   | Hl. Joseph           | d2        | 150                 | Hl. Joseph HL. JOSEF, HILF UNS IN UNSERER STERBESTUNDE! |